# Joakim Andersen
Joakim Andersen är en svensk saxofonist och låtskrivare. Andersen som vann av Guldklaven 2002 som "Årets blåsare". Han har tidigare varit medlem i Tonnys, Kellys, Erik Lihms och Matz Bladhs.

## Biografi
Joakim Andersen är en svensk saxofonist och låtskrivare. Han vann 2002 Guldklaven för årets blåsare. Andersen lämnade Matz Bladhs 2011.

## Utmärkelse
- 2002: Guldklaven för årets blåsare.[2]